# Julius von Verdy du Vernois
Julius Adrian Friedrich Wilhelm Ludwig von Verdy du Vernois, född 19 juli 1832 i Freystadt i Nedre Schlesien, död 30 september 1910 i Stockholm, var en tysk militär.
Verdy du Vernois blev officer 1850, överste vid generalstaben 1871, generalmajor 1876, generallöjtnant 1881, general av infanteriet 1888.
Verdy du Vernois deltog som generalstabsofficer i 1864 och 1866 års krig samt i fransk-tyska kriget såsom avdelningschef i Stora Högkvarteret, Grossen Hauptquartier. Han var en av "Moltkes halvgudar". Åren 1867-72 var han lärare vid krigsakademin, 1887-89 generalguvernör i Strassburg och 1889-90 krigsminister.